# Èter metílic tert-butil
L'èter metil tert -butílic (MTBE), també conegut com a tert-butilmetilèter, és un compost orgànic amb una fórmula estructural (CH3)3COCH3.
El MTBE és un líquid volàtil, inflamable i incolor que és poc soluble en aigua. L' MTBE s'utilitza principalment com a additiu per a combustible,  es barreja amb benzina per augmentar l'índex d'octanatge i la resistència a la detonació, i per reduir  les emissions no desitjades del tub d'escapament.

## Producció i propietats
El MTBE es fabrica mitjançant la reacció química del metanol i l'isobutilè .
La producció a tot el món de MTBE ha estat constant a causa del seu impacte positiu en el rendiment del motor. La demanda global ha estat impulsada  principalment pels mercats asiàtics. La capacitat xinesa va créixer de ~18 milions de tones mètriques el 2017 a ~22 milions el 2023.

### Perspectiva dels EUA
La producció de MTBE als EUA va assolir un màxim el 1999 amb 260.000 barrils per  dia abans de disminuir a causa de problemes mediambientals i de salut a uns 50.000 barrils per dia i mantenir-se estable, principalment per al mercat d'exportació. El gegant petrolier Saudi Aramco és ara considerat el major productor mundial  amb una capacitat de producció estimada de 2,37 milions de tones mètriques per any (mt/y). La capacitat de producció mundial de MTBE el 2018 va ser estimada en 35 milions de tones mètriques.

## Usos
El MTBE s'utilitza com a component de combustible en el motors de gasolina. Forma part d'un grup de productes químics coneguts comunament com  a oxigenats perquè  augmenten el contingut d'oxigen de la gasolina.

### Com a agent antidetonant
Als EUA, el MTBE s'ha utilitzat en la gasolina a baixos nivells des del 1979, substituint el tetraetilplom (TEL) com a additiu antidetonant per evitar que el motor detoni. Els  oxigenats també ajuden a cremar la gasolina més eficientment, reduint les emissions del tub d'escapament.

Els oxigenats també dilueixen o desplacen components de la gasolina com ara els aromàtics, com per exemple  el benzè. Anteriorment a la introducció d'altres oxigenats i potenciadors de l'octà, les refineries escollien el MTBE per les seves característiques de barreja i el seu baix cost .

### Alternatives al MTBE com  a agent antidetonant
Altres oxigenats estan disponibles  com a additius per a la benzina, com ara l'etanol i altres èters com l'ETBE.
L'etanol ha estat utilitzat com una  alternativa segura per grups agrícoles als Estats Units i Europa. Califòrnia va ser el primer estat dels EUA queel 2003 va començar a substituir el MTBE per etanol.
Una alternativa a l'etanol és l'ETBE, que  es fabrica a partir d'etanol i isobutè. El seu rendiment  com a additiu és similar al MTBE, però és més car en comparació amb el metanol.

### Com a dissolvent
El MTBE s'utilitza també com a dissolvent, tot i que el seu ús és menys freqüent que l'èter dietílic.  Tot i que és un èter, el MTBE és una mala base de Lewis (a causa dels efectes estèrics ) i no afavoreix la formació de reactius de Grignard. Reacciona perillosament amb àcids forts o brom.
El MTBE forma azeòtrops amb l'aigua (52,6°C; 96,5% MTBE) i metanol (51,3°C; 68,6% MTBE).   La solubilitat de l'aigua en MTBE  és d'1,5 g/100 g a 23 °C.
En un procediment mèdic en investigació, l'MTBE s'injecta directament a la vesícula biliar per dissoldre  els càlculs biliars de colesterol. A causa de la toxicitat del MTBE  i els efectes secundaris potencialment greus en cas de drenatge de dissolvent al duodè, i l'aparició de tècniques de cirurgia laparoscòpica, aquest procediment es considera obsolet.
El MTBE s'utilitza en química orgànica com a dissolvent relativament econòmic amb propietats comparables a l'èter dietílic, però amb un punt d'ebullició més elevat i menys solubilitat en aigua. Com a dissolvent té un avantatge sobre la majoria d'èters: té una tendència molt menor a formar peròxids orgànics explosius. Per aquesta raó s'utilitza àmpliament com a dissolvent a la indústria on, per raons de seguretat i reglamentàries, la manipulació d'èter dietílic o altres èters és molt més difícil i costosa. Un exemple és el seu ús com a dissolvent a la indústria del refinament del petroli com a mètode per a la desparafinació de fraccions ceroses de petroli.

## Persistència i omnipresencia en l'entorn
El MTBE dona un gust desagradable a l'aigua, fins i tot a concentracions molt baixes de <30 μg/L (<30 ppb). El MTBE sovint s'introdueix als aqüífers de subministrament d'aigua per fuites en tancs d'emmagatzematge subterranis (UST) a les gasolineres. La major solubilitat en aigua i persistència del MTBE fan que viatgi més ràpid que molts altres components de la gasolina quan s'allibera a un aqüífer.
El MTBE es biodegrada per l'acció de bacteris. En el tipus adequat de bioreactor, com ara un bioreactor de llit fluiditzat, el MTBE es pot eliminar de l'aigua ràpidament i econòmicament  fins a nivells indetectables. El carbó activat pot reduir el MTBE a nivells indetectables, tot i que és probable que aquest nivell de reducció només es produeixi en les circumstàncies més ideals. Actualment no es coneixen casos publicats de cap mètode de tractament in situ que hagi estat capaç de reduir les concentracions de contaminants a les condicions basals (predesenvolupament) dins de la matriu del sòl de l'aqüífer.
Segons l'Agència Internacional per a la Recerca sobre el Càncer (IARC),  que pertany a l'Organització Mundial de la Salut, el MTBE no és carcinogen humà.

## Regulació i litigis als EUA
1. ↑  «Methyl tertiary butyl ether prices, markets & analysis» (en anglès americà). ICIS Explore. [Consulta: 28 juny 2020].
2. ↑  «Oxygenates» (en anglès). www.api.org. [Consulta: 28 juny 2020].
3. ↑  Werner Dabelstein, Arno Reglitzky, Andrea Schütze and Klaus Reders "Automotive Fuels" in Ullmann's Encyclopedia of Industrial Chemistry 2007, Wiley-VCH, Weinheim. doi:10.1002/14356007.a16_719.pub2
4. ↑  Elvers, Barbara. Handbook of Fuels: Energy Sources for Transportation (en anglès).  John Wiley & Sons, 2021-12-20. ISBN 978-3-527-33385-1.
5. ↑  Huang, Winnie. «OUTLOOK '18: China biofuel promotion may hit domestic MTBE market» (en anglès americà). ICIS Explore. [Consulta: 8 gener 2025].
6. ↑  «The United States continues to export MTBE, mainly to Mexico, Chile, and Venezuela - Today in Energy - U.S. Energy Information Administration (EIA)». www.eia.gov. [Consulta: 28 juny 2020].
7. ↑  «United States | Methyl Tertiary Butyl Ether (MTBE): Production | Economic Indicators». www.ceicdata.com. [Consulta: 28 juny 2020].
8. ↑  «Aramco completes its acquisition of a 70% stake in SABIC from the Public Investment Fund (PIF)» (en anglès). www.saudiaramco.com, 17-06-2020. [Consulta: 29 juny 2020].
9. ↑   «Saudi Aramco buys SABIC shares on market as it completes acquisition» (en anglès). , 14-06-2020.
10. ↑  «Saudi Aramco to have largest MTBE capacity in Middle East and Asia» (en anglès americà). [Consulta: 29 juny 2020].
11. ↑  «Saudi Aramco's MTBE trading volume likely to rise after Sabic purchase | S&P Global Platts» (en anglès). www.spglobal.com, 09-04-2019. [Consulta: 29 juny 2020].
12. ↑  «MTBE annual production capacity globally 2023» (en anglès). Statista. [Consulta: 28 juny 2020].
13. ↑  «Overview | Methyl Tertiary Butyl Ether (MTBE) | US EPA» (en anglès). archive.epa.gov. [Consulta: 7 abril 2021].
14. ↑  Matyash, V.; Liebisch, G.; Kurzchalia, T. V.; Shevchenko, A.; Schwudke, D. The Journal of Lipid Research, 49, 5, 2008, pàg. 1137–1146. DOI: 10.1194/jlr.D700041-JLR200. PMC: 2311442. PMID: 18281723 [Consulta: free].
15. ↑  Vopička, Ondřej; Pilnáček, Kryštof; Číhal, Petr; Friess, Karel (en anglès) Journal of Polymer Science Part B: Polymer Physics, 54, 5, 01-03-2016, pàg. 561–569. Bibcode: 2016JPoSB..54..561V. DOI: 10.1002/polb.23945. ISSN: 1099-0488.
16. ↑  Vopička, Ondřej; Radotínský, Daniel; Friess, Karel European Polymer Journal, 75, 01-02-2016, pàg. 243–250. DOI: 10.1016/j.eurpolymj.2015.12.015.
17. ↑  «Interaction between bromine and tert-butyl methyl ether».   UK Chemical Reaction Hazards Forum. Arxivat de l'original el 13 March 2011. [Consulta: 13 maig 2010].
18. 1 2  Zeon Corporation Arxivat 2011-07-22 a Wayback Machine.
19. ↑   Am. J. Surg., 165, 4, 1993, pàg. 427–30. DOI: 10.1016/S0002-9610(05)80934-1. PMID: 8480875.
20. ↑   «Health Guide: Gallstones». .
21. ↑   Environ Sci Pollut Res Int, 12, 6, 2005, pàg. 381–6. DOI: 10.1065/espr2005.08.277. PMID: 16305145.
22. ↑  San Francisco Bay Area Regional Water Quality Control Board Integrated Basin Management Plan (2004) Arxivat 2008-02-29 a Wayback Machine.
23. ↑   link text Arxivat 2011-07-28 a Wayback Machine.

### Restriccions en la fabricació i l'ús de MTBE
La Llei de política energètica del 2005, tal com va ser aprovada per la Cambra de Representants dels Estats Units, no incloïa una disposició per protegir els fabricants de MTBE de les demandes per contaminació de l'aigua . Aquesta disposició es va proposar per primera vegada el 2003 i alguns l'havien considerat una prioritat de Tom DeLay i del representant Joe Barton, aleshores president del Comitè d'Energia i Comerç. Aquest projecte de llei incloïa una disposició que donava als fabricants de MTBE, 2.000 milions de dòlars en assistència de transició mentre el MTBE s'eliminava gradualment durant els nou anys següents. A causa de l'oposició al Senat, l'informe de la conferència va eliminar totes les disposicions sobre el MTBE. El projecte de llei final va ser promulgat pel president George W. Bush.

### Costos de neteja i litigis
Es va estimar que l'eliminació de MTBE de les aigües subterrànies i la contaminació del sòl als Estats Units costaria entre 1.000 milions de dòlars  i 30.000 milions de dòlars , incloent-hi l'eliminació del compost dels aqüífers i els subministraments d'aigua municipals i la substitució dels dipòsits de petroli subterranis amb fuites. La ciutat de Nova York va estimar un cost de 250 milions de dòlars per la neteja d'un únic camp de pous al districte de Queens el 2009. El 2013, un jurat va atorgar a l'estat de New Hampshire 236 milions de dòlars en danys i perjudicis per tractar les aigües subterrànies contaminades per MTBE.
Encara hi ha nombroses demandes pendents sobre la contaminació per MTBE dels subministraments d'aigua potable públics i privats.